# Sanna Stén
Sanna Tutteli Stén (* 20. května 1977 Lohja) je finská veslařka. Je olympijskou medailistkou a dvojnásobnou mistryní světa.

## Kariéra
Začala veslovat v roce 1999 za klub Helsingin SP. V roce 2003 na mistrovství světa v Mediolanu obsadila desáté místo.
Od roku 2005 s Minnou Nieminnen tvořila skif dvojku v lehké váze a vyhrály na mistrovství světa v Mnichově, v japonském Gifu obsadily třetí místo.
Po šestém místě na mistrovství světa v roce 2006 v Etonu obsadily druhé místo na mistrovství světa v roce 2007 Mnichově a na mistrovství Evropy v Poznani třetí místo.
Na olympijských hrách v roce 2008 v Pekingu obsadily druhé místo.
Svoji kariéru ukončila v roce 2010.